# Residenzstraße (métro de Berlin)
Pour les articles homonymes, voir Residenzstrasse.
Residenzstraße est une station du métro de Berlin à Berlin-Reinickendorf, desservie par la ligne U8. Elle a été creusée dans les années 1980 sous la Residenzstraße. Les bouches sud donnent sur l'Emmentaler Straße perpendiculaire.